# Francolí becgroc
El francolí becgroc (Pternistis icterorhynchus) és una espècie d'ocell de la família dels fasiànids (Phasianidae) que habita praderies i sabanes des de Camerun fins al sud-oest del Sudan i cap al sud, fins al nord de la República Democràtica del Congo i Uganda.